# Гонзало Гереро
Гонзало Гереро (шп. Gonzalo Guerrero), шпански морнар који је након бродолома 1511. живео са народом Маја на северној обали Јукатана. За разлику од Херонима де Агилара, који је завршио као роб док га није откупила Кортесова експедиција 1519, Гереро је био прихваћен од Индијанаца као ратник, и борио се на страни Маја против Кордовине експедиције која је открила Јукатан 1517. године.

## Биографија
Податке које имамо о њему дао је Херонимо де Агилар након што га је у марту 1519. експедиција Ернана Кортеса откупила из мајанског ропства. Гонзало је био морнар родом из Палоса, који је 1511. служио на броду капетана Енциса и Валдивије на путу из Даријена у Санто Доминго на Хиспањоли. Након бродолома на обали Јамајке, обојица су са укупно 15 људи и две жене провели 2 недеље у чамцу за спасавање, док их морска струја није избацила на обалу Јукатана, који је у то време био непознат Европљанима. Осморо бродоломника умрло је од глади на мору, а преостале су поделиле између себе локалне поглавице Маја. Неки су жртвовани, а неки претворени у робове. По Агиларовом знању, до марта 1519. само су он и Гонзало Гереро још били живи.

### Живот са Индијанцима
На Кортесово питање о Гереру, Агилар је рекао да је Гереро био ожењен, да има троје деце, да је истетовирао лице и пробушио уши и доњу усну, да је био поморац из Палоса и да су га Индијанци сматрали храбрим ратником. Рекао је и да је пре нешто више од годину дана на обалу Јукатана дошао капетан са три брода (вероватно се радило о експедицији Франсиска Ернандеза де Кордобе 1517. године), а Гереро је био тај који је дошао на идеју да нападну Шпанце, што су и урадили, и да је он тамо дошао са кациком из великог града.

## У популарној култури
Гереро се појављује у 7. епизоди шпанске серије Конквистадори: Авантура из 2017. године.